# Iモード付加機能使用料
iモード付加機能使用料（アイモード ふかきのうしようりょう）は、NTTドコモが提供する携帯電話のサービスである。月額300円（税込315円）にて提供する。2008年5月31日までは月額200円（税込210円）だったが、2008年6月1日より105円（税込）値上げされた。

## 概要
- 他社宛携帯電話へのメール、iモードを使用するために必要な料金である。
- 類似サービスとして、au by KDDIのEZ WINコース、ソフトバンクモバイルのS!ベーシックパックがある。

## 沿革

### mova
- 1999年2月22日 - 商用サービス開始。iモード付加機能使用料105円、パケット基本使用料210円[1]
- 2002年9月1日 - 価格改定。iモード付加機能使用料157.5円、パケット／ライトプラン基本使用料157.5円[2]
- 2005年11月1日 - 統一新料金プラン導入。iモード付加機能使用料210円(旧プランはiモード付加機能使用料210円、パケット／ライトプラン基本使用料105円)[3]
- 2008年6月1日 - 価格改定。iモード付加機能使用料315円(旧プランはiモード付加機能使用料315円、パケット／ライトプラン基本使用料105円)[4]

### FOMA
- 2001年10月1日 - FOMA商用サービス開始。iモード付加機能使用料105円
- 2002年9月1日 - 価格改定。iモード付加機能使用料157.5円
- 2005年11月1日 - 統一新料金プラン導入。iモード付加機能使用料210円
- 2008年6月1日 - 価格改定。iモード付加機能使用料315円

## 註釈
1. ↑  “NTT DoCoMo、携帯からインターネットにアクセスできる新サービスを開始”. PC Watch. (1999年1月25日)
2. ↑  “ドコモ、iモードのパケット料金を値下げ”. ITmedia Mobile. (2002年8月20日)
3. ↑  “ドコモ、ムーバ・FOMAの料金体系を統一して刷新”. ケータイ Watch. (2005年7月29日)
4. ↑  “ドコモ、「iモード付加機能利用料」を月額315円に値上げ”. ケータイ Watch. (2008年2月27日)